# Edsilia Rombley
Edsilia Rombley (Amsterdã, 13 de fevereiro de 1978) é uma cantora neerlandesa. Participou duas vezes no Festival da Eurovisão da Canção. Uma em 1998 e outra em 2007, representando a Holanda.  Seus pais são de Aruba e de  Curaçau antigas (Antilhas Holandesas).

## Biografia
A carreira de Edsilia Rombley começou em 1995, em um grupo chamado Dignity, ao lado de Gracia Gorré, Karima Lemghari e Susan Haps. Um ano depois o single "Talk To Me" and "Hold Me", do álbum "No Sweat" entrou nas paradas.
Em 1996, Edsilia venceu a final do European Soundmix Show com uma música Oleta Adams, "I Just Had To Hear Your Voice". Em 1997, sua reputação internacional estava estabilizada graças a vitória no European Soundmix Show, quando cantou a mesma canção. Neste ano lançou seu primeiro single solo: "Baby It's You", além de lançar seu primeiro álbum, "Thuis".
In 1998, Edsilia competiu no Festival Eurovisão da Canção 1998, em Birmingham, Inglaterra, onde terminou em quarto lugar (150 pontos) com a canção "Hemel en aarde" ("Heaven and earth"). Foi o melhor resultado da Holanda desde 1975 quando venceu com Teach-In. A música foi escrita por Fluitsma & Van Tijn e alcançou o 12º lugar no top 40. Seu primeiro álbum em língua inglesa foi lançado pouco depois da participação no Eurovisão.
Após muito esforço, Edsilia lançou seu segundo álbum, "Face To Face", em 2002, com produção de Tjeerd Oosterhuis. Ele foi precedido pelo hit "What Have You Done To Me", que foi indicado para melhor canção de R&B no TMF Awards. A mesma canção levou a cantora a ser indicada para o Edison Award de melhor artista. Apesar das grandes expectativas, o álbum não foi tão bem. Em 2003, "Face to Face" foi lançado na Alemanha conquistando um sucesso mínimo.
A partir de janeiro de 2004, partiu em turnê com o pianista de jazz Michiel Borstlap, quando cantou uma combinação de headstock e jazz. Ao lado de seu repertório próprio, interpretou canções de Anita Baker e Oleta Adams. Em 28 de novembro Edsilia Rombley e Karin Bloemen cantaram juntas num concerto beneficente para Bangladesh, organizado pela Memisa, uma fundação que trabalha para promover cuidados médicos em países em desenvolvimento.
Usando uma das canções do concerto beneficente, Tjeerd Oosterhuis criou uma versão para uma causa especial. A canção foi em benefício das vítimas do tsunami no Oceano Índico. Em janeiro de 2005, Edsilia foi uma das participantes do Artists For Asia, onde a canção "Als Je Iets Kan Doen" contava com diversos artistas holandeses. Ainda em 2005, pela primeira vez, Edsilia saiu em turnê por teatros da Holanda com o show 'Van Jongs Af Aan'. Ela interpretava um repertório de covers, mas também números próprios. Apesar das poucas expectativas a turnê foi um sucesso. Em 2006, Rombley participou da versão holandesa do programa Dancing with the Stars, no canal RTL 4 TV. Edsilia dançou ao lado do coreógrafo Peter Bosveld, mas foi eliminada no quarto programa.

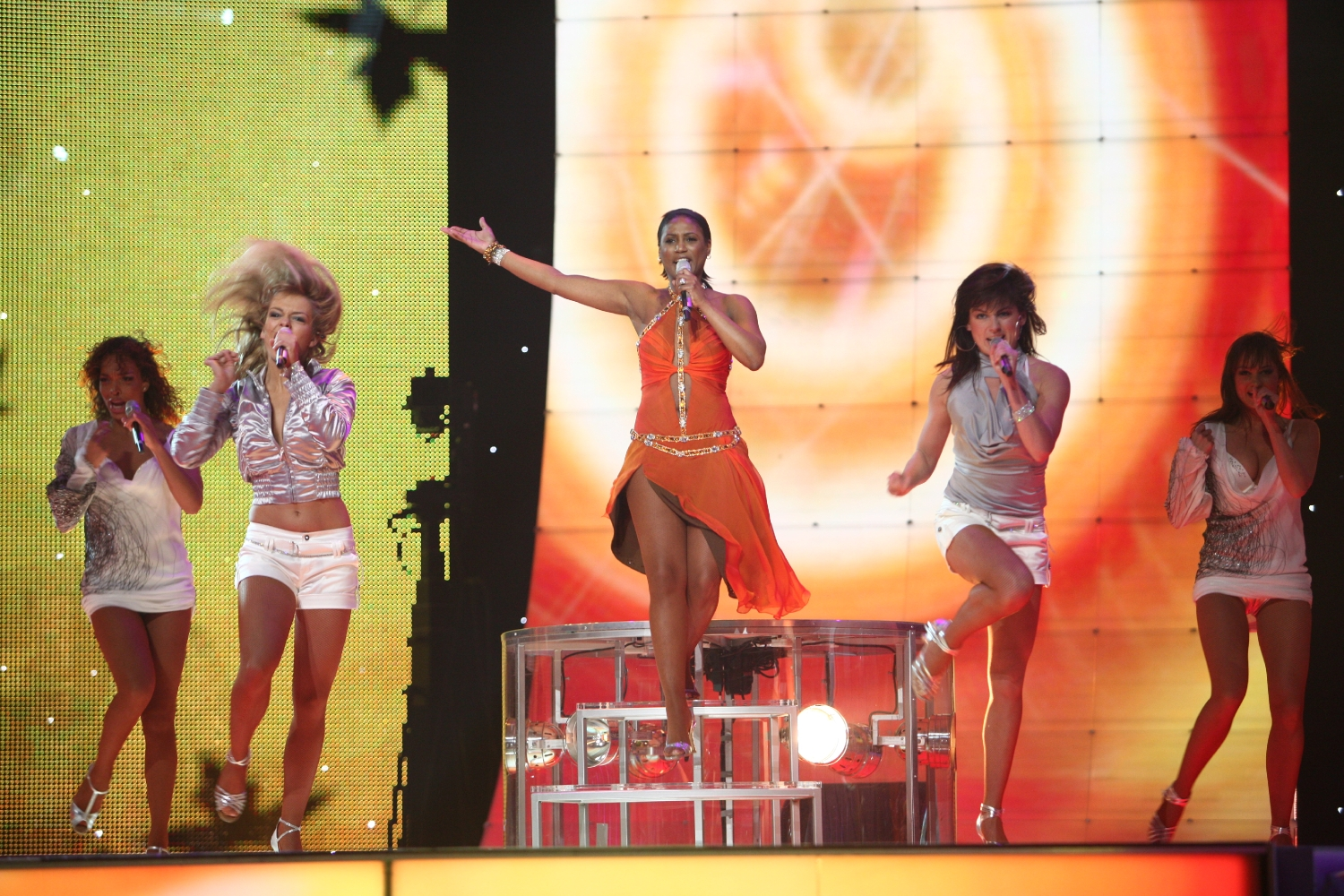
Edsilia Rombley cantando durante o Festival Eurovisão da Canção 2007.

Em junho de 2006 o single "Dan Ben Ik Van Jou" foi lançado indicando um novo álbum totalmente com canções holandesas. Obteve um razoável sucesso no top 40 holandês. Em 1 de setembro de 2006 Edsilia casou-se com o produtor Tjeerd Oosterhuis, em Amsterdã. Posteriormente um novo single foi lançado: "Eén Keer Meer Dan Jij", uma balada escrita por Oosterhuis e que foi incluída no novo álbum intitulado "Meer Dan Ooit", lançado em dezembro de 2006.
Edsilia Rombley representou a Holanda novamente no Festival Eurovisão da Canção 2007, realizado em maio de 2007 em Helsinque, Finlândia, com a canção "On Top of the World", mas foi eliminada nas semifinais.
Foi umas das apresentadoras do Festival Eurovisão da Canção 2021 que teve lugar em Roterdão, juntamente com  Chantal Janzen, 
Jan Smit e Nikkie de Jager

## Discografia
Álbuns
- Thuis (1997)
- Edsilia (1998)
- Face to face (2002)
- Meer Dan Ooit (2007)

Singles
- "Hemel en aarde" (1998)
- "Second Floor" (1998)
- "Walking On Water" (1998)
- "Get here" (1999)
- "How Can You Say That" (1999)
- "What Have You Done To Me" (2001)
- "Gotta Let Me Go" (2002)
- "I'll Be That Someone" (2002)
- "Dan Ben Ik Van Jou" (2006)